# Viola de roda

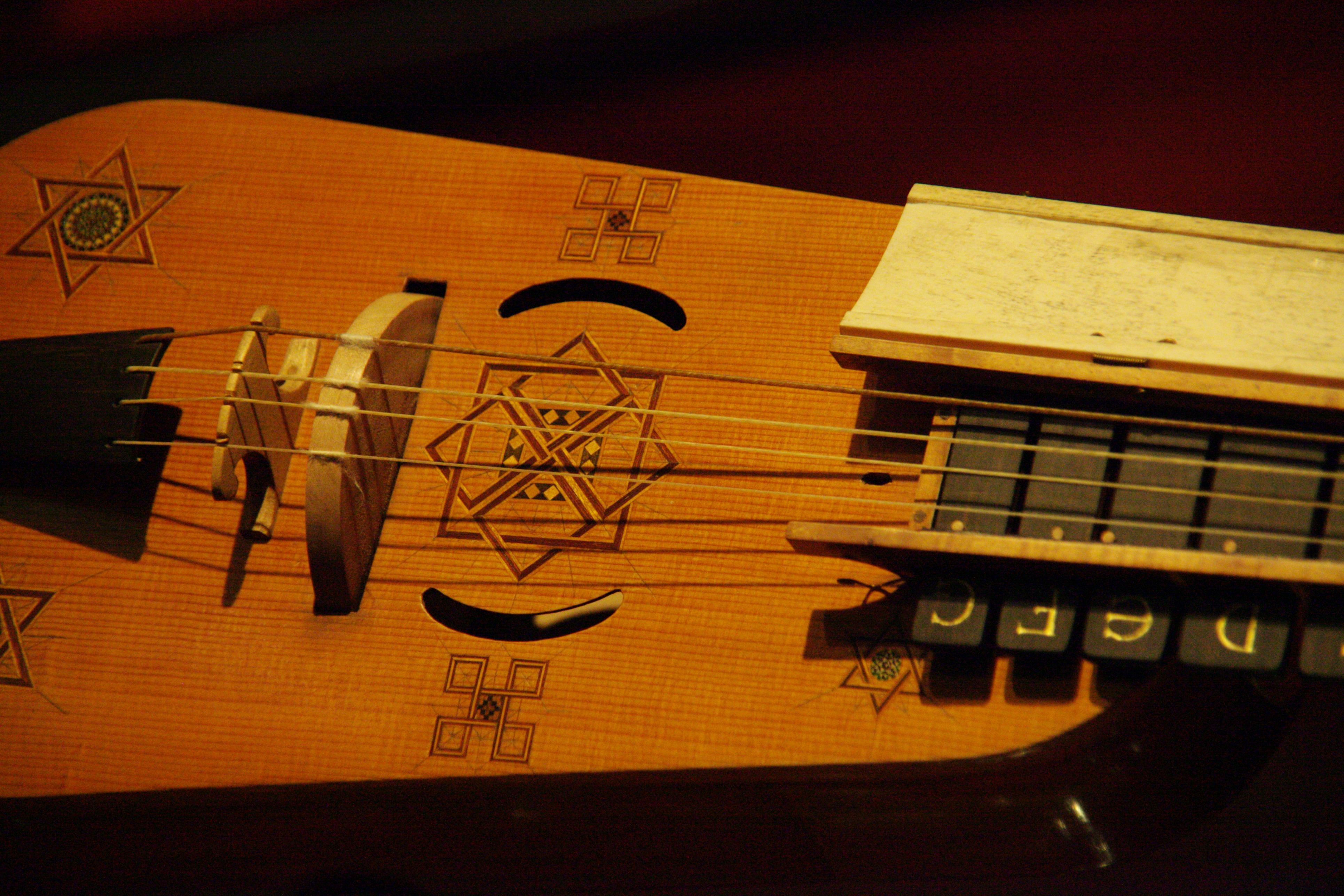
Viola de roda, Christian Rault, 2006, Museu de la Música de Barcelona, MDMB 1687

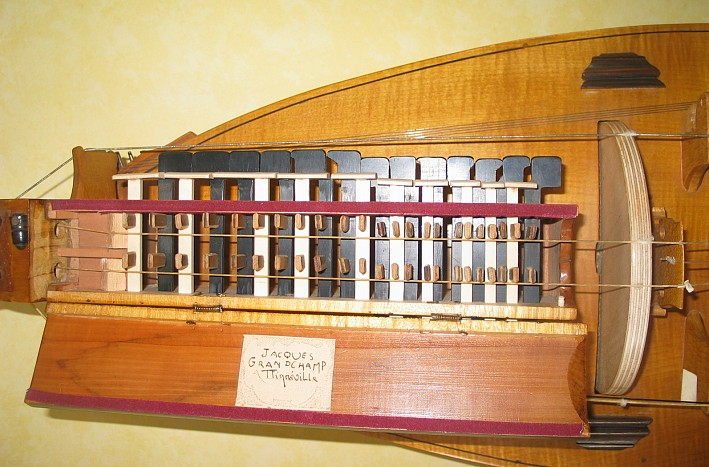
Mecanisme del teclat d'una viola. En accionar una tecla els dos petits tascons que subjecten les dues cordes melòdiques fan el mateix efecte que al prémer les cordes d'una guitarra entre els dits del guitarrista i els trasts

La viola de roda o samfoina és un instrument de corda fregada, la caixa del qual presenta una obertura transversal per la qual gira una roda de fusta que es mou mitjançant una maneta que s'acciona amb la mà dreta. Disposa de dues, tres o quatre cordes melòdiques que es recolzen en un pont central. També consta d'altres dos tipus de cordes: els bordons (cordes simpàtiques més gruixudes encarregades de les notes pedals greus) i les trompetes (conjunt de cordes que descansen sobre un pont que està solt, i que en girar fort la roda, produeix un brunzit que s'aprofita per marcar ritmes). Tots tres grups de cordes són fregats alhora per la roda i la llargària de les cordes melòdiques és modificada per l'acció d'un teclat.
Aquest instrument, que en l'actualitat gaudeix d'un nou renaixement, va aparèixer a l'Occident europeu cap al segle ix amb el nom d'organistrum —instrument que per la seva grandària havia de ser tocat entre dos músics, un per a la roda i l'altre per al teclat. A poc a poc les dimensions en van minvar i es va fixar el nom de sinfonia (del qual deriven altres denominacions com ara xifonia, zanfona…). Tot i que a l'edat mitjana la viola de roda era utilitzada per a la interpretació de música culta, a partir del segle xvi es va deixar en mans de joglars i captaires (per això a Galícia popularment se la coneixia com a viola de cego atès que aquests captaires professionalitzats la utilitzaven per mendicar). Va esdevenir un instrument privilegiat de la música popular que era mirat amb menyspreu pel món de la música culta. A França la viola de roda va conèixer un renaixement aristocràtic i època d'or com a instrument de música culta al segle xviii, quan participava en els «concerts espirituals» a la cort de Lluís XIV acompanyada per l'orquestra. El fet que la noblesa gal·la l'adoptés com a instrument de moda quan el músic i luthier Charles Baton va tenir la pensada de construir-la amb la caixa ovalada, tal com els llaüts, va provocar que compositors de l'època com Chédeville, Hotteterre, Corrette o Boismortier li escrivissin no només peces rústiques sinó també difícils sonates que podien ésser acompanyades pel clavicèmbal, la flauta o el violí.
L'expansió de la viola de roda i el seu so de corcó han fet el seu curs al llarg del temps i actualment trobem aquest instrument en músiques tradicionals a Alemanya (Drehleier), Anglaterra (hurdy-gurdy), Belarús (lira), Bohèmia i Moràvia (ninera), Galícia (zanfona), Hongria (forgolant), Itàlia (ghironda), nord de França (vielle à roue), Occitània (vièla o sonsaina), Portugal (sanfona) i Ucraïna (relia).

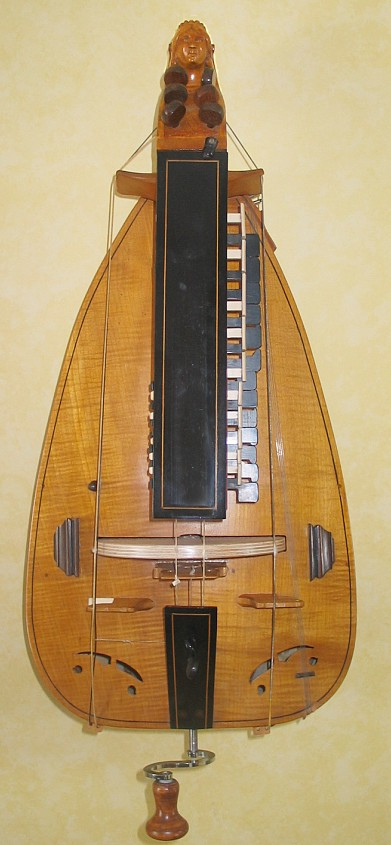
Viola de roda moderna.
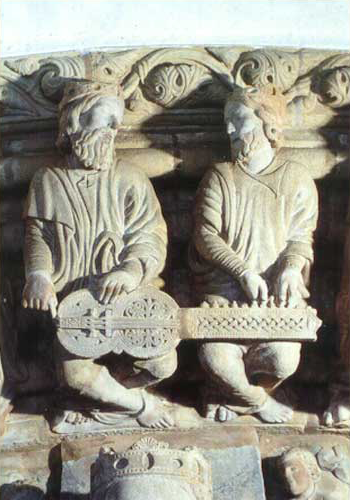
Organistrum representat al Pòrtic de la Glòria de la Catedral de Santiago de Compostel·la.
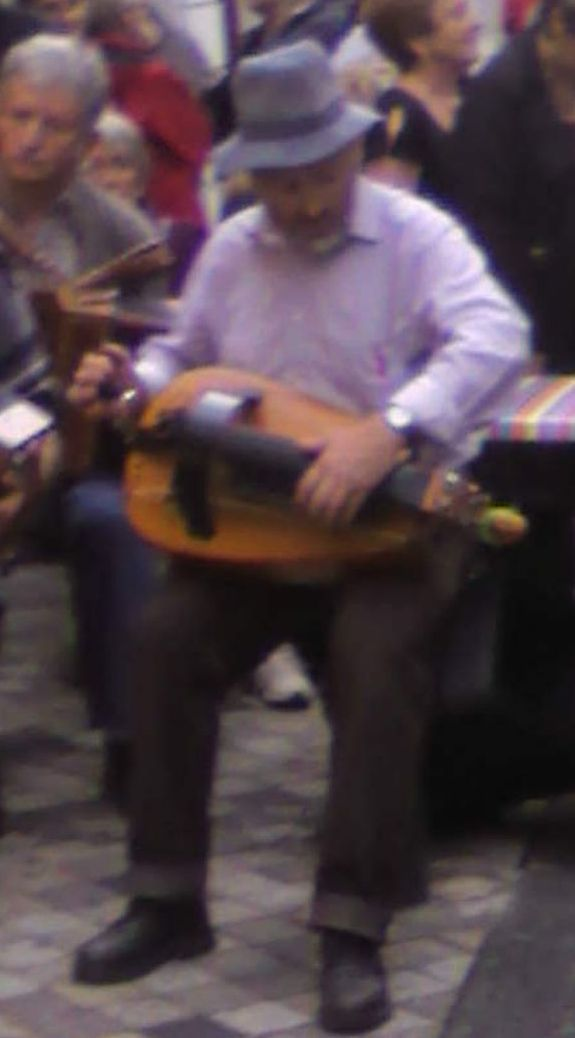
Home tocant una viola de roda moderna a Tula, el 2009.

## Luthiers de Viola de Roda a Catalunya
Un dels personatges principals en la difusió i creació de violes de roda al païs català ha estat en Sedo García.
Jose Alfredo Garcia Pujol, va néixer al 1952 a Barcelona, ciutat on va obrir el seu primer taller a l'any 1976, a 1990 Sedo va obrir el seu taller a Vilert (Girona), en aquesta trajectoria de mes de 40 anys en sedo ha fet instruments per a musics de tot el mon, des-de espanya fins a estats units i es reconegut com el pare de la viola de roda a catalunya

## Exponents de la Viola de Roda a Catalunya

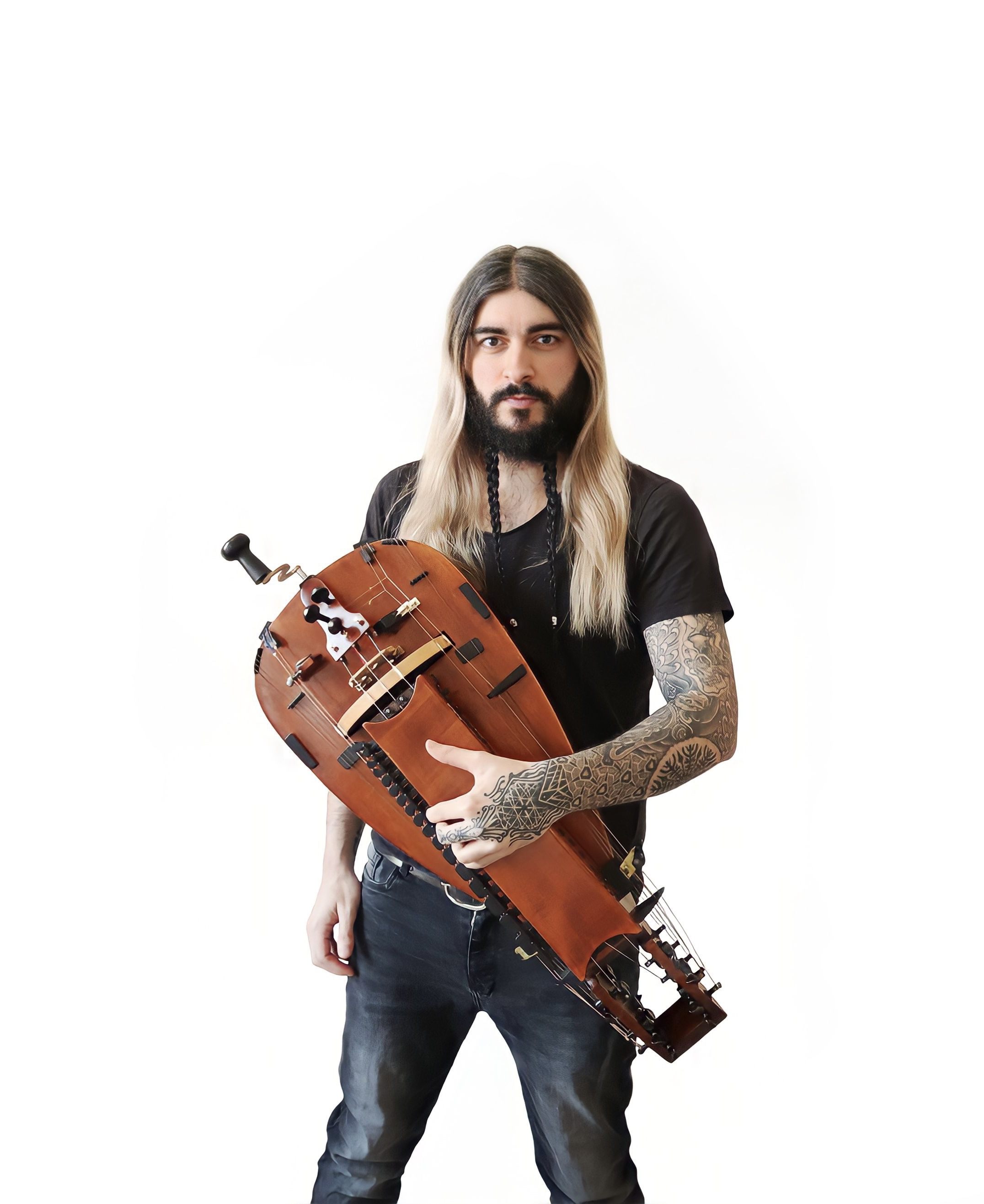
Sergio Gonzalez Prats, músic de viola de roda

Sergio González Prats, musicòleg i director de Saüc Ensemble, treballa en l'àmbit de la interpretació històricament informada del repertori renaixentista i barroc amb instruments originals o rèpliques, integrant també influències de la música del Mediterrani, és reconegut com a ambaixador de la viola de roda, donant masterclasses i concerts per tot el mon i divulgant l'instrument a Internet al seu canal de YouTube "Zanfoneando"
Marc Egea músic, compositor i poeta, especialitzat en la viola de roda, ha desenvolupat una trajectòria reconeguda tant en la música tradicional com en l'experimentació contemporània. Va ser membre d'El Pont d'Arcalís i altres formacions, i ha portat la viola de roda a nous territoris com el jazz, la dansa i la poesia. A més d'actuar internacionalment, ha compost per a cors, bandes i agrupacions diverses, i ha publicat llibres de poesia i el primer manual Iniciació a la viola de roda escrit en català.
Adrià Grandia, violista de roda i compositor, ha destacat per portar aquest instrument ancestral més enllà de la música tradicional, explorant nous camins expressius a través de l'electrònica i la improvisació. Amb el seu disc Divisa (2011), va crear paisatges sonors únicament amb la viola de roda, transformant-ne els sons per oferir una experiència auditiva innovadora. Ha col·laborat amb diversos artistes i formacions, com Tazzuff, Astrud, el Quartet Brossa i Laia Noguera, integrant la viola de roda en gèneres diversos com el jazz, la música contemporània i la poesia. Grandia ha actuat en escenaris internacionals i ha contribuït significativament a la renovació i difusió d'aquest instrument a Catalunya.

## En l'actualitat
- Hi ha pocs instruments musicals conservats d'èpoques anteriors al 1500. El Museu de la Música de Barcelona té una còpia construïda el 2006 a partir d'una imatge del reliquiari de Martí l'Humà, on hi ha un àngel tocant una viola de roda.[4]
- Aquest és l'instrument que toca en Manuel (Spencer Tracy) en la cançó Manuel's love song» al film Captains Courageous de 1937.[5]
- Anna Murphy, del grup de cèltic metal Eluveitie hi toca la viola de roda des de l'any 2006.